# Kolibříkovití
Kolibříci, kteří tvoří samostatnou čeleď kolibříkovití (Trochilidae), jsou malí, často velmi nápadně zbarvení ptáci. Proto se jim také někdy říká „létající drahokamy“. Jde o endemické živočichy, kteří se vyskytují jen na americkém kontinentě. (V Česku a střední Evropě může být tento ptačí druh snadno zaměněn za dlouhozobku, což je ovšem motýl z čeledi lišajovitých.) Kolibříci jsou velmi zdatnými letci. Za sekundu mohou mávnout křídly 12× až 90× (v závislosti na druhu), díky čemuž se mohou ve vzduchu doslova zastavit na místě. Dokáží také vyvinout rychlost větší než 15 m/s (54 km/h), a jako jediní zástupci ptačí říše dokáží létat pozpátku. V současné době rozeznáváme přibližně 325–340 druhů (v závislosti na taxonomickém zařazení).

## Popis

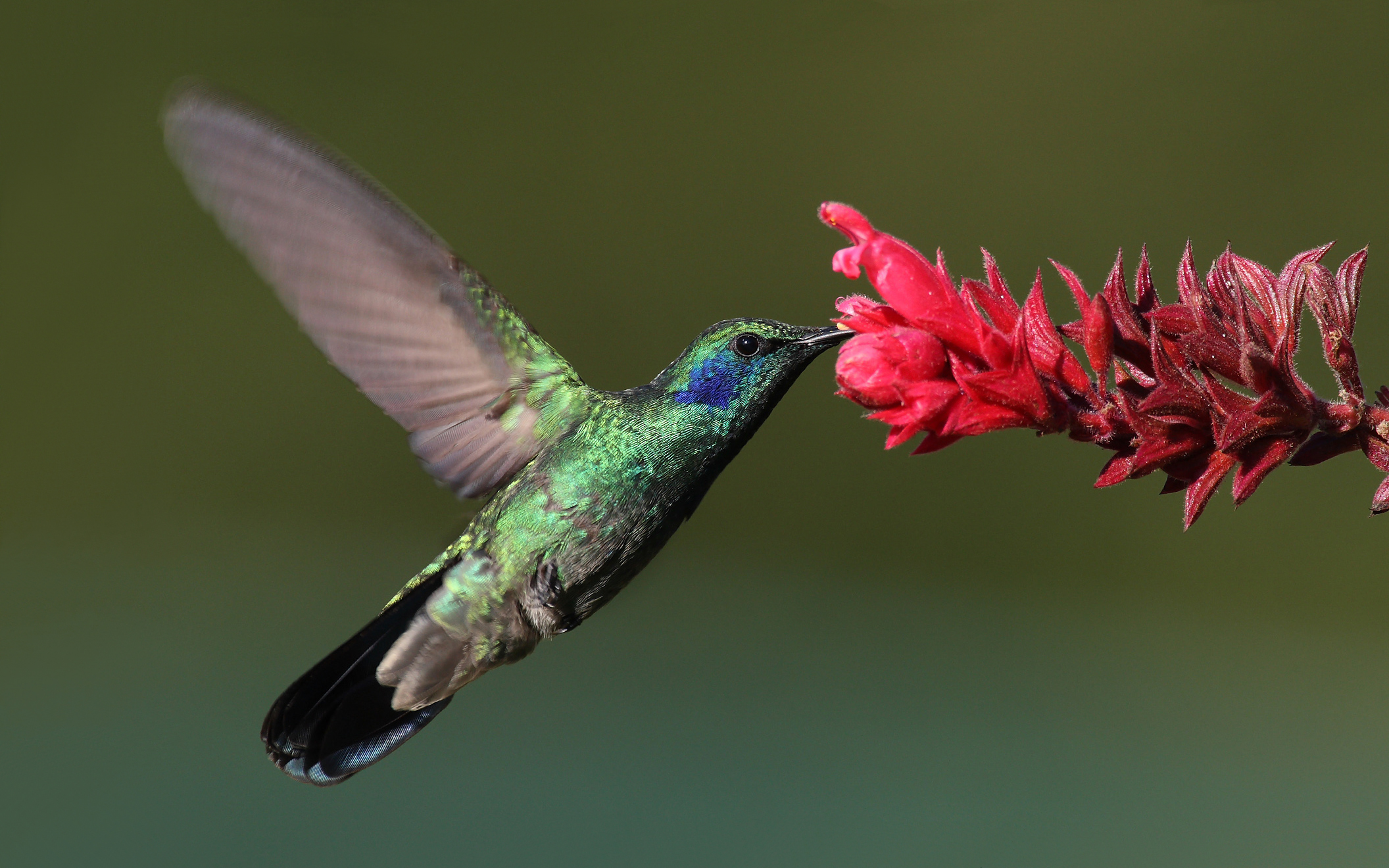
Kolibřík zelený u květu

Kolibříci jsou ve velikosti viditelně odlišní, nejmenší zástupce celé čeledi, kalypta nejmenší, je s 6 centimetry délky a 2 gramy hmotnosti zároveň i nejmenším ptákem současného světa. Největším zástupcem je naopak kolibřík velký (průměrně 21,5 cm dlouhý a až 20 gramů těžký). Většinou se jedná o nápadně zbarvené, štíhlé ptáky s malými končetinami. Kolibříci mají výborný zrak a dokážou rozeznat mnohem širší paletu barev než člověk.

## Metabolismus
S výjimkou hmyzu mají kolibříci nejrychlejší metabolismus ze všech živočišných druhů. Důvodem je zejména velmi rychlý a pro tělo značně vytěžující tlukot křídel. Srdce vykoná při námaze až 1260 tepů za minutu, zatímco v noci, kdy je metabolismus ptáka zpomalen, může tep klesnout až na 50–180 úderů za minutu.

## Potrava
Živí se zejména nektarem rostlin, k čemuž jim napomáhá jejich dlouhý zobák, který je často u různých druhů odlišný a specializovaný pro určitý druh květu. V potravě zcela odmítají nektar s nižším zastoupením cukrů než 10 %. Kvůli tomu, že je nektar málo výživný, požírají také drobný hmyz a jiné bezobratlé živočichy, zvláště pak v období rozmnožování.
Létáním a hledáním potravy tráví kolibříci pouze 10–15 % dne, zbývajících 75–80 % zaujímá odpočinek. I přesto však musí denně pozřít značně větší množství potravy, než je jejich celková hmotnost, a musí tak denně navštívit stovky květů.

## Rozmnožování
V období rozmnožování se samec nijak nepodílí na inkubaci vajec, ani na krmení mláďat. Většina druhů si staví malé, velmi dobře maskované hnízdo, které buduje na větvích stromů nebo keřů. Velikost hnízda je různá, nejmenší mohou dosahovat velikosti jedné poloviny skořápky vlašského ořechu. Kolibříci kladou obvykle 2 vejce, na kterých sedí 12–19 dnů.
Ve volné přírodě se dožívají průměrně 3–5 let.

## Systematika

Schéma kolibříkova letu

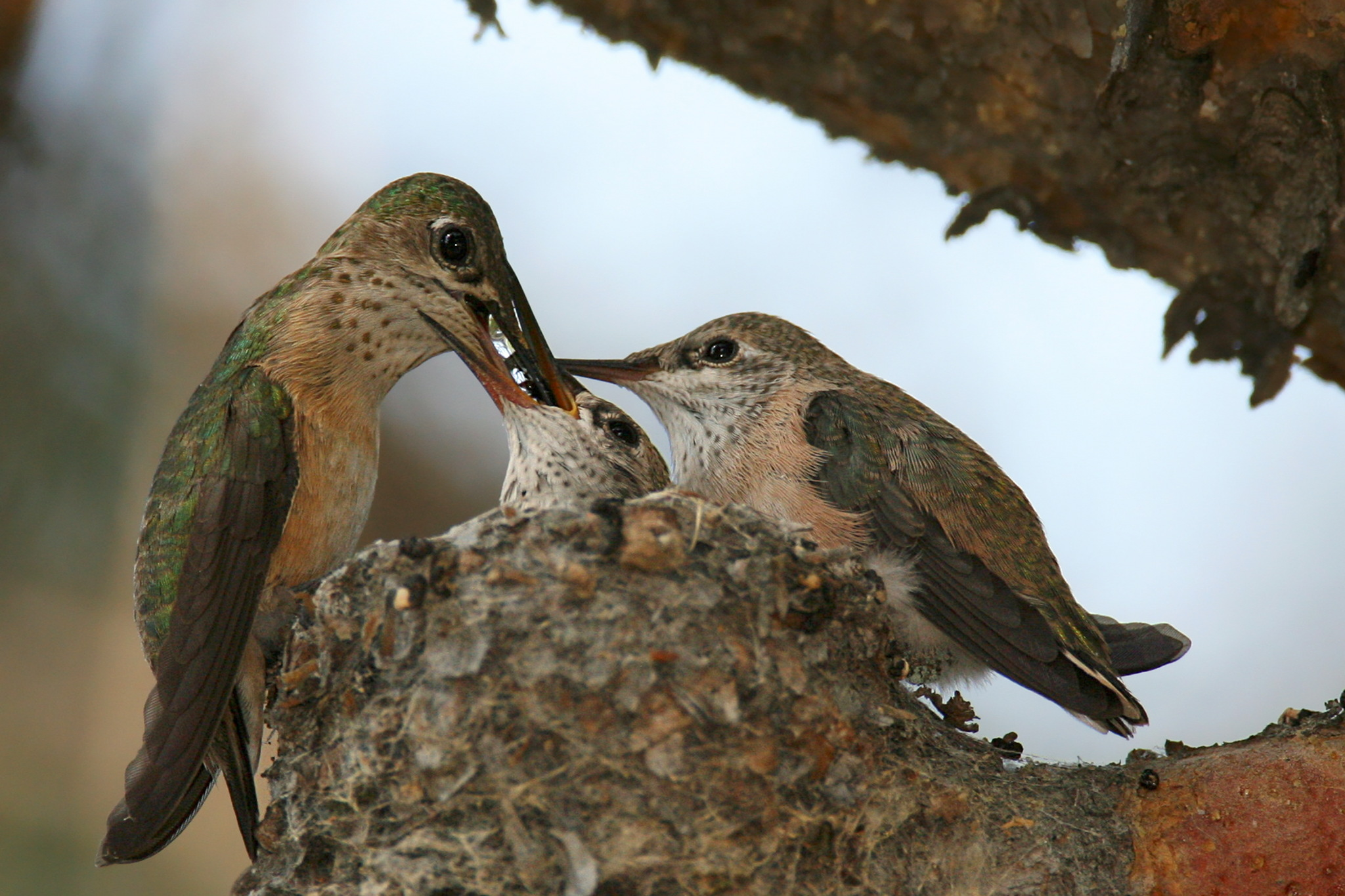
Samice kolibříka Calliopina (Selasphorus calliope) při krmení mláďat

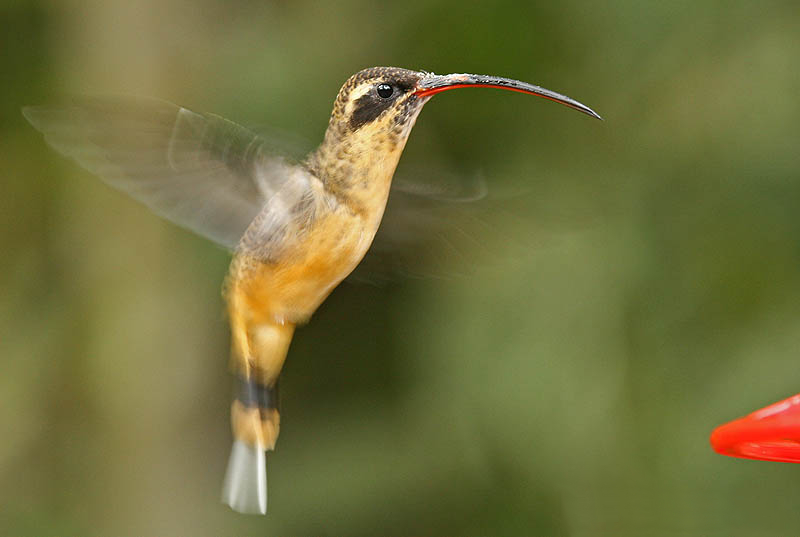
Kolibřík dlouhoocasý (Phaethornis syrmatophorus) za letu

Čeleď kolibříkovitých se dělí na dvě podčeledi (Phaethornithinae a Trochilinae), které zahrnují velké množství rodů, běžně jich bývá uváděno 106.
Podčeleď Trochilinae:
- Androdon
- Doryfera
- Phaeochroa
- Campylopterus
- Eupetomena
- Florisuga
- Colibri
- Anthracothorax
- Avocettula
- Topaza
- Eulampis
- Chrysolampis
- Orthorhyncus
- Klais
- Stephanoxis
- Abeillia
- Lophornis
- Discosura
- Trochilus
- Chlorestes
- Chlorostilbon
- Basilinna
- Elvira
- Eupherusa
- Goethalsia
- Goldmania
- Cynanthus
- Thalurania
- Damophila
- Lepidopyga
- Chrysuronia
- Polytmus
- Leucippus
- Amazilia
- Agyrtria
- Polyerata
- Saucerottia
- Panterpe
- Microchera
- Anthocephala
- Chalybura
- Lampornis
- Phlogophilus
- Adelomyia
- Clytolaema
- Heliodoxa
- Lamprolaima
- Eugenes
- Hylonympha
- Sternoclyta
- Urochroa
- Boissonneaua
- Aglaeactis
- Oreotrochilus
- Lafresnaya
- Coeligena
- Ensifera
- Pterophanes
- Patagona
- Sephanoides
- Heliangelus
- Eriocnemis
- Haplophaedia
- Urosticte
- Ocreatus
- Lesbia
- Sappho
- Polyonymus
- Ramphomicron
- Oreonympha
- Oxypogon
- Metallura
- Chalcostigma
- Opisthoprora
- Taphrolesbia
- Aglaiocercus
- Augastes
- Schistes
- Heliothryx
- Heliactin
- Loddigesia
- Heliomaster
- Rhodopis
- Thaumastura
- Tilmatura
- Doricha
- Calliphlox
- Microstilbon
- Calothorax
- Mellisuga
- Archilochus
- Calypte
- Atthis
- Myrtis
- Eulidia
- Myrmia

Podčeleď Phaethornithinae:
- Ramphodon
- Eutoxeres
- Glaucis
- Threnetes
- Anopetia
- Phaethornis